# Julio Jiménez Muñoz
Julio Jiménez Muñoz (castellà: Julio Jiménez)  (Àvila, 28 d'octubre de 1934 - Àvila, 8 de juny de 2022) va ser un ciclista espanyol, professional entre 1959 i 1969.
Era conegut amb el sobrenom del Rellotger d'Àvila. Durant els anys que fou professional aconseguí 29 victòries, destacant 5 etapes al Tour de França, 4 al Giro d'Itàlia i 3 a la Volta a Espanya. Gran escalador, va guanyar tres vegades el Gran Premi de la Muntanya de la Volta a Espanya i del Tour de França. Morí com a conseqüència de les ferides provocades per un accident de cotxe el dia abans.

## Palmarés
- 1960
  - 1r al Gran Premi de Llodio
  - Vencedor d'una etapa de la Volta a Catalunya
- 1961
  - Vencedor de 4 etapes de la Volta a Colòmbia
  - Vencedor d'una etapa a l'Euskal Bizikleta
- 1962
  -  Campió d'Espanya de Muntanya
  - 1r a la Pujada a Urkiola
  - Vencedor d'una etapa de la Volta a Catalunya
  - Vencedor d'una etapa de la Dauphiné Libéré
- 1963
  - Vencedor d'una etapa de la Volta a La Rioja
  -  Gran Premi de la Muntanya a la Volta a Espanya
- 1964
  -  Campió d'Espanya
  - 1r a la Pujada a Urkiola
  - Vencedor de 2 etapes de la Volta a Espanya i  Gran Premi de la Muntanya
  - Vencedor de 2 etapes del Tour de França
  - Vencedor d'una etapa a l'Euskal Bizikleta
- 1965
  -  Campió d'Espanya de Muntanya
  - 1r a la Pujada a Urkiola
  - 1r a la Pujada a Arrate
  - Vencedor de 2 etapes del Tour de França i del  Gran Premi de la Muntanya
  - Vencedor d'una etapa de la Volta a Espanya i  Gran Premi de la Muntanya
- 1966
  - Vencedor de 2 etapes al Giro d'Itàlia
  - Vencedor d'una etapa del Tour de França del  Gran Premi de la Muntanya
- 1967
  - 1r de la Polymultipliée
  - Vencedor del  Gran Premi de la Muntanya al Tour de França
  - Vencedor d'una etapa de la Volta a Luxemburg
- 1968
  - Vencedor de 2 etapes al Giro d'Itàlia

### Resultats a la Volta a Espanya
- 1961. 36è de la classificació general
- 1962. 46è de la classificació general
- 1963. 23è de la classificació general.  1r del Gran Premi de la Muntanya
- 1964. 5è de la classificació general. Vencedor de 2 etapes.  1r del Gran Premi de la Muntanya
- 1965. 34è de la classificació general. Vencedor d'una etapa.  1r del Gran Premi de la Muntanya
- 1967. 20è de la classificació general

### Resultats al Tour de França
- 1964. 7è de la classificació general. Vencedor de 2 etapes
- 1965. 23è de la classificació general. Vencedor de 2 etapes.  1r del Gran Premi de la Muntanya
- 1966. 13è de la classificació general. Vencedor d'una etapa.  1r del Gran Premi de la Muntanya
- 1967. 2n de la classificació general.  1r del Gran Premi de la Muntanya
- 1968. 30è de la classificació general

### Resultats al Giro d'Itàlia
- 1966. 4t de la classificació general. Vencedor de 2 etapes
- 1968. 11è de la classificació general
- 1969. 36è de la classificació general. Vencedor de 2 etapes